# Święty Bartłomiej (obraz Rembrandta)
Święty Bartłomiej (niderl. Sint-Bartholomeus) – obraz olejny na płótnie holenderskiego malarza Rembrandta Harmenszoona van Rijn z 1657 roku, znajdujący się w zbiorach Timken Museum of Art w San Diego.
Na namalowanym w 1657 roku na płótnie obrazie Rembrandt przedstawił apostoła Bartłomieja. Dzieło powstało w dojrzałym okresie twórczości artysty, gdy miał 51 lat. Jak w przypadku innych dzieł z tego okresu Rembrandtowi chodziło przede wszystkim o ukazanie wewnętrznych przeżyć bohatera. Malarz chciał, by widz zobaczył, co czuje Bartłomiej. Apostoł trzyma w ręku nóż, swój atrybut, narzędzie, którym będzie torturowany. Jego poważna twarz wyraża wewnętrzną pewność w wierze i gotowość do oddania życia za swoje przekonania. Męczennik, jak jego mistrz, czeka na swoją godzinę. Jest to portret historyzowany siedzący. Obraz odznacza się żywym, wyrazistym przedstawieniem postaci.
Dzieło ma wymiary 122,7 x 99,7 cm, posiada muzealny numer katalogowy: 1952:001 (Timken Museum of Art). Zanim trafiło do San Diego prezentowane było w szeregu placówek muzealnych w Stanach Zjednoczonych i w Kanadzie: Metropolitan Museum of Art, Detroit Institute of Arts, Toronto Art Museum, National Gallery of Art. Fundacja Putmana zakupiła obraz od prywatnego kolekcjonera w 1952 roku. Od 1965 roku obraz autorstwa Rembrandta znajduje się w kolekcji Timken Museum of Art w San Diego.
Historycy sztuki upatrują w Świętym Bartłomieju bliskości z Pawłem Apostołem, obrazem z ok. 1657 roku, znajdującym się w kolekcji National Gallery of Art w Waszyngtonie.